# Јастребник
Јастребник (мкд. Јастребник) је насеље у Северној Македонији, у источном делу државе. Јастребник је у саставу општине Кочани.

## Географија
Јастребник је смештен у источном делу Северне Македоније. Од најближег града, Кочана, насеље је удаљено 25 km северно.
Насеље Јастребник се налази у историјској области Осогово, на јужним висовима Осоговске планина. Подно насеља тече Црна река, саставница Оризарске реке. Надморска висина насеља је приближно 970 метара. 
Месна клима је планинска због знатне надморске висине.

## Становништво
Јастребник је према последњем попису из 2002. године имао 48 становника.
Претежно становништво у насељу су етнички Македонци (100%).
Већинска вероисповест месног становништва је православље.